# Hans Misvær
Hans Mikal Pedersen Misvær, född 25 maj 1864 i Skjerstad, Nordlands amt, död 16 juli 1938 i Ås, var en norsk trädgårdsmästare.
Misvær, som var son till fiskaren och lantbrukaren  Peder Danielsen och Beret Pedersdatter, studerade vid Steinkjer skogsskola 1884–1885, på trädgårdsavdelningen vid Ås landbrugsskole 1887–1889, utbildade vid Reutlingen, Württemberg, 1894–1895 och företog flera utrikes studieresor. Han var arbetsledare på Bodø plantskola 1889, assistent Ås landbrugsskole 1890, trädgårdsmästare vid Rotvoll asyl 1891, lärare vid Sandveds trädgårdsskola 1896, lärare vid Landbrughøiskolen i Ås 1900, överlärare och föreståndare för trädgårdsavdelningen där från 1908 och professor 1919–1934. Han var överförmyndare i Ås kommun, medlem av Ås herredstyre och innehade en rad andra kommunala uppdrag. Han var bland annat ordförande i Norsk Gartnerforbund samt vice ordförande i Selskapet Havedyrkningens Venner och i Norsk skolehaveforbund.